# George Tsebelis
George Tsebelis (* 1952) ist ein US-amerikanischer Politikwissenschaftler griechischer Herkunft.
Tsebelis lehrte Politikwissenschaft an der University of California in Los Angeles von 1987 bis 2007. Seit 2007 lehrt er an der University of Michigan in Ann Arbor. 2016 wurde er zum Mitglied der American Academy of Arts and Sciences gewählt.
Er ist bekannt für seine Vetospielertheorie. Diese Theorie versucht, die Steuerungsfähigkeit von verschiedenen politischen Systemen zu klassifizieren und zu vergleichen. Dabei kommt den Akteuren besondere Bedeutung zu, die in der Lage sind, die Steuerungsfähigkeit entscheidend zu beeinflussen. Diese Akteure nennt er Vetospieler. Das können zum Beispiel Politiker sein, die in der Lage sind, Gesetzentwürfe zu verändern oder zu stoppen. Es gebe kollektive Vetospieler (z. B. das Parlament) und eigenständige Vetospieler. Die Steuerungsfähigkeit von Systemen hänge unter anderem davon ab, wie viele Vetospieler es gebe und wie groß die Distanz zwischen ihnen sei.

## Werke
- Veto Players. How Political Institutions Work. Princeton University Press/Russell Sage Foundation, 2002.
- Nested Games. Rational Choice in Comparative Politics. Berkeley/Los Angeles/Oxford 1990.